# Prärielöpare
Prärielöpare (Calidris subruficollis) är en liten vadare i familjen snäppor. Den häckar lokalt i nordöstra Ryssland och nordligaste Nordamerika, men ses regelbundet i Europa. Arten har minskat kraftigt i antal och betraktas som utrotningshotad.

## Utseende

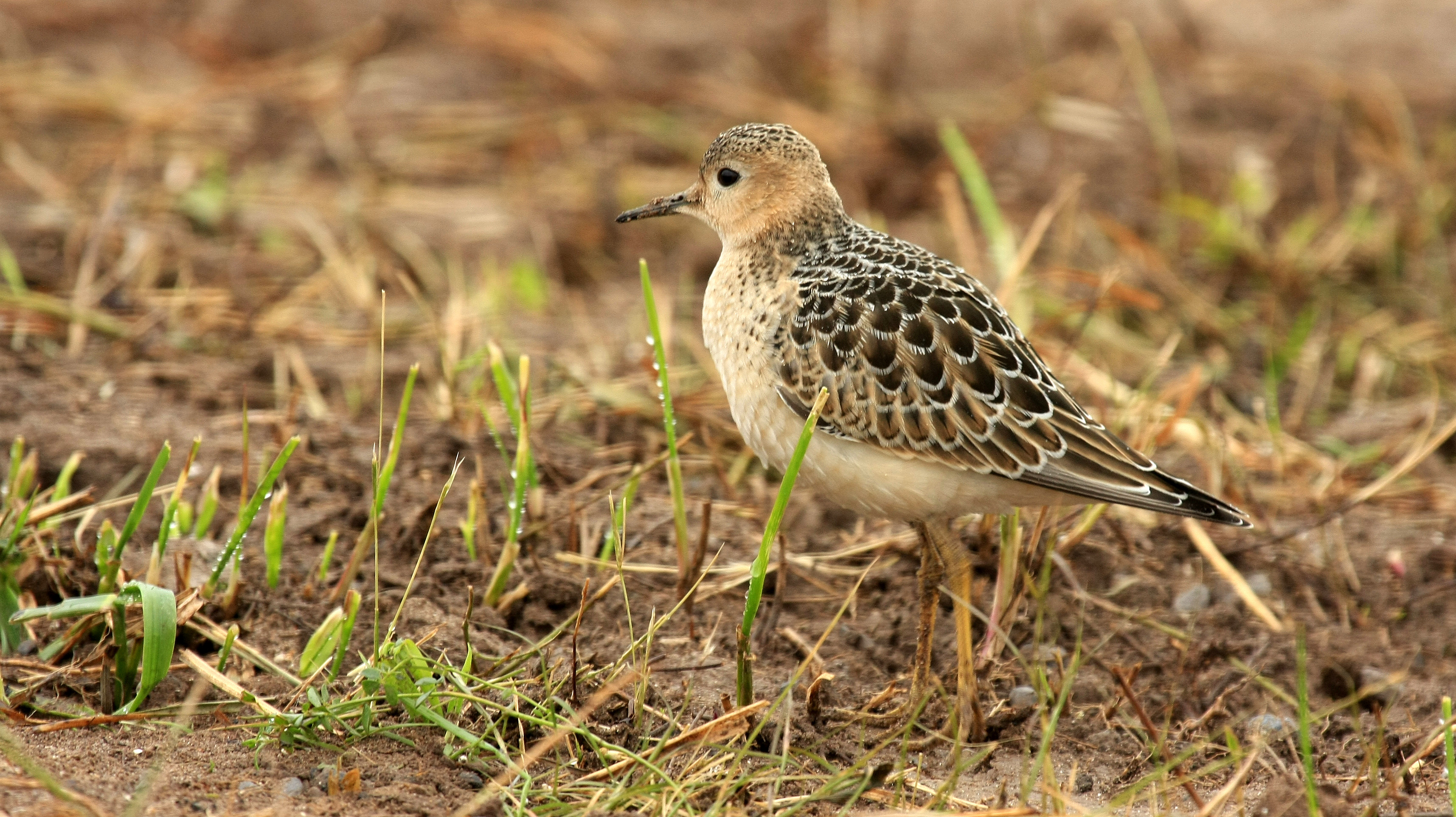
Juvenil prärielöpare fotograferad i september. Notera täckarna som har bred vit bräm med ett mörkt streck innanför och ljus grundfärg.

Prärielöparen är en liten vadare som mäter 18–20 centimeter. Den har sandfärgad fjäderdräkt, mörk näbb och ljus ögonring. Ovansidan är tydligt mörkvattrad med ljusa fjäderbräm och mörka fjädercentra. Den är ungefär stor som en kärrsnäppa men har andra proportioner och påminner mer om en juvenil brushane men är mindre och har kortare och rakare näbb. I flykten påminner den om en liten ljungpipare med mörk vingovansida utan vingband, vit vingundersida med mörk bakre kant och ett mörkt "kommatecken" som bildas av de undre handtäckarnas fjäderspetsar. Dräktskillnader mellan adulta och juvenila individer är subtila men täckarna hos den senare har bred vit bräm med ett mörkt streck innanför och med ljus grundfärg. Adulta fåglar har mörka täckare med smalare ljus bräm.

## Läten
Flyktlätet återges i engelsk litteratur som ett dämpat "greet", likt tuvsnäppan men torrare. Spellätet består av snabba, klickande ljud.

## Utbredning och systematik
Arten är monotypisk och häckar på några få isolerade platser, på ön Wrangel i nordöstra Ryssland, i norra Alaska och i norra Kanada. Den är en långflyttande flyttfågel som övervintrar i Brasilien, Paraguay, Uruguay och Argentina. Fågeln uppträder regelbundet men sällsynt i Europa, huvudsakligen i september med i genomsnitt 32 individer per år i Storbritannien 2000-2009 (ibland till och med i smågrupper) och på Irland 36 indivder i genomsnitt 2006-2011, mestadels augusti–oktober.

### Släktestillhörighet
Tidigare placerades den ensam i släktet Tryngites, ett släkte beskrivet av Cabanis 1857. Genetiska studier visar dock att arten är en del av gruppen Calidris och är trots sitt avvikande utseende närmast släkt med tuvsnäppa, sandsnäppa och tundrasnäppa.

### Förekomst i Sverige
I Sverige är prärielöparen en sällsynt men regelbunden gäst som observeras flera gånger årligen.

## Ekologi
För att locka till sig honor brukar hanen under leken lyfta vingen och visa dess undersida. Om mer än en hona är närvarande kan hanen lyfta båda vingarna, ruska på sig och ge ifrån sig flera korta lockrop. Hanar kan para sig med mer än en hona. Honan bygger boet på marken och lägger tre till fyra ägg som ruvas i tre veckor. Ungarna lämnar boet redan efter cirka 12 timmar för att själva söka efter föda. Prärielöpare äter olika smådjur som insekter, insektslarver och maskar samt fröer. Den kan vara ganska orädd för människor.

## Status och hot
Prärielöparen tros ha minskat relativt kraftigt på senare tid, till följd av habitatförlust vid rast- och övervintringsplatser, men även förändringar i dess häckningsmiljö orsakad av klimatförändringar kan ligga bakom. Sedan 2024 listar IUCN den som utrotningshotad, placerad i kategorin sårbar (VU). Världspopulationen uppskattas till mellan 84 000 och 364 000 vuxna individer.